# Stormamsella
Elisabeth Maria Frychius, kallad Stormamsella (Stormamsellen), född  den 28 april 1780 i Östmark, död den 21 maj 1846, var en socialt engagerad prästdotter och kommunalkvinna i Östmark i norra Värmland. Hennes far, Johan Magnus Frychius hade organiserat och delvis finansierat kyrkan i Östmark, med visionen att sprida evangeliet i Värmlands finnskogar. Elisabeth Maria bistod sin far i hans många sociala åligganden som präst, bland annat inom utbildning och sjukvård. När postgången 1822 inrättades mellan Torsby och Östmark tjänstgjorde hon som postmästare.
Under den värmländska missväxten 1830 gjorde sig Elisabeth Maria Frychius bemärkt genom att tillsammans med den unge prästen Emanuel Branzell organisera nödhjälp till 800 personer, genom egna och insamlade medel. Det var under denna tid hon blev känd under hedersnamnet "Stormamsella". Frychius företog också en berömd vandring till kungen i Stockholm för att vädja om stöd till de nödlidande i Värmland. Under sin vandring till kungen fick hon bland annat hjälp av vännerna Erik Gustaf Geijer och Anders Fryxell. Kungen biföll hennes vädjan.
För sina insatser beslutade kung Karl XIV Johan i oktober 1836 att belöna henne med medaljen för medborgerlig förtjänst i guld att bäras om halsen i guldkedja.
Stormamsella är en av flera kraftfulla kvinnor som inspirerat Selma Lagerlöf till karaktärer Majorskan på Ekeby i romanen Gösta Berlings saga.